# Museo de Arte Contemporáneo de Skopie
El Museo de Arte Contemporáneo de Skopie se encuentra en la colina Kale, cerca de la fortaleza del mismo nombre, Macedonia del Norte. El museo está enfocado en el modernismo. 
La construcción del edificio comenzó el 5 de abril de 1969 y se completó el 13 de noviembre de 1970, fecha en la que fue inaugurado. El edificio del museo fue donado por gobierno de Polonia. En la actualidad, este museo es la única institución en Macedonia del Norte que recopila y procesa documentación sobre el arte macedonio y exhibe importantes películas históricas.
La primera renovación del museo desde su fundación fue el 22 de febrero de 2014, cuando se abrió la exposición "Solidaridad - Proyecto inconcluso".

## Historia
La idea de establecer el museo surgió tras el terremoto de Skopie de 1963 y la gran cantidad de obras de arte recibidas, como solidaridad de organizaciones internacionales, museos y particulares. Con el fin de almacenar y exhibir las obras, el 11 de febrero de 1964 se tomó la decisión de establecer el Museo de Arte Contemporáneo. El número de donaciones aumentó y entre 1966 a 1970 se alquiló un espacio para realizar exposiciones. Debido al aumento de las necesidades, en 1969, se inició la construcción de un nuevo edificio del museo, que se inauguró oficialmente el 13 de noviembre de 1970.
Uno de sus principales fundadores fue el historiador y crítico de arte macedonio Boris Petkovski, quien fue su primer director de 1964 a 1976.

## Exhibiciones

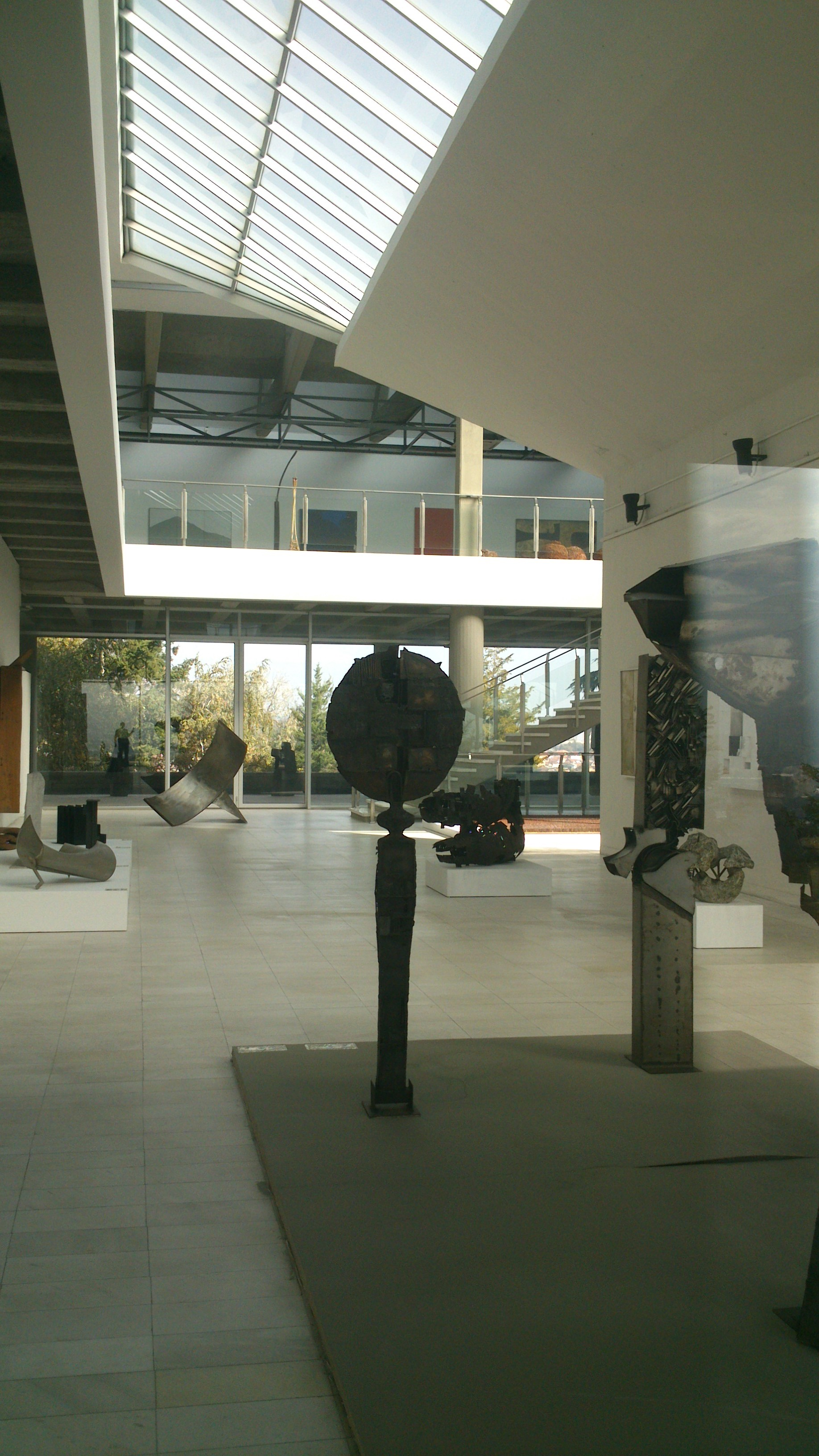
Una de las galerías del museo

El edificio del museo tiene una superficie total de alrededor de 5000 m² y consta de tres edificios conectados, que incluyen salas para exposiciones temporales, un espacio de exposición permanente, una sala de conferencias, una biblioteca, un archivo y otras salas. El área exterior del museo se utiliza para varios proyectos escultóricos.
En las instalaciones del museo se llevan a cabo exposiciones, debates de arte, proyecciones de películas y otros eventos culturales y artísticos. El museo tiene una colección internacional de arte contemporáneo macedonio.

## Artistas
Entre las obras expuestas, el museo presenta a varios artistas destacados del modernismo y otros movimientos artísticos del siglo XX. Dentro del museo se encuentran obras de los siguientes artistas:
- Pablo Picasso
- Hans Hartung
- Victor Vasarely
- Alexander Calder
- Pierre Soulages
- Alberto Burri
- Christo
- Tadeusz Kantor
- Robert Jacobsen
- Etienne Hajdu
- Zoltan Kemeny
- Jerzy Nowosielski
- Robert Adams
- Emilio Vedova
- Jan Cybis
- Antoni Clavé
- Georg Baselitz

## Galería

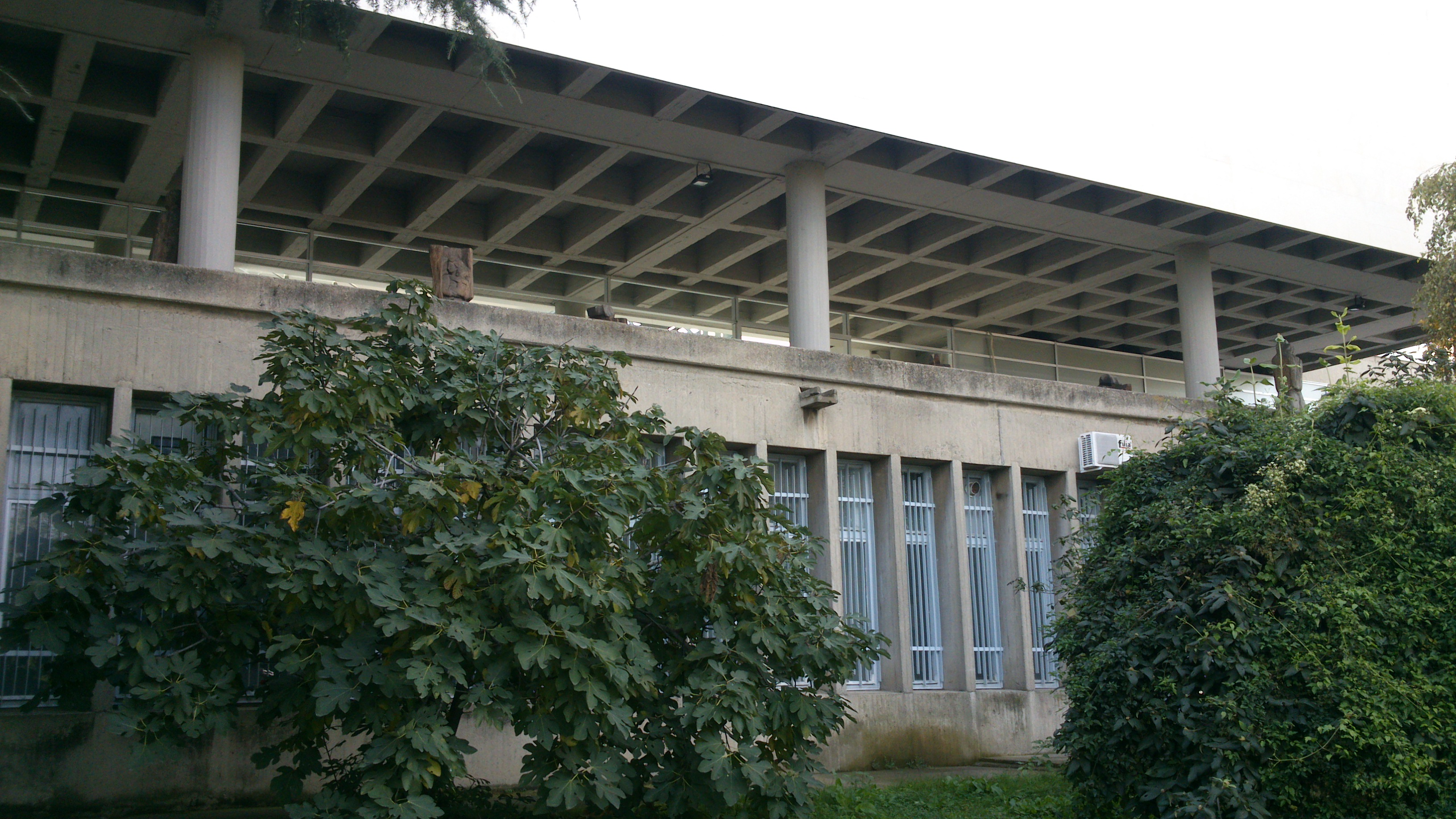
Una de las fachadas del museo
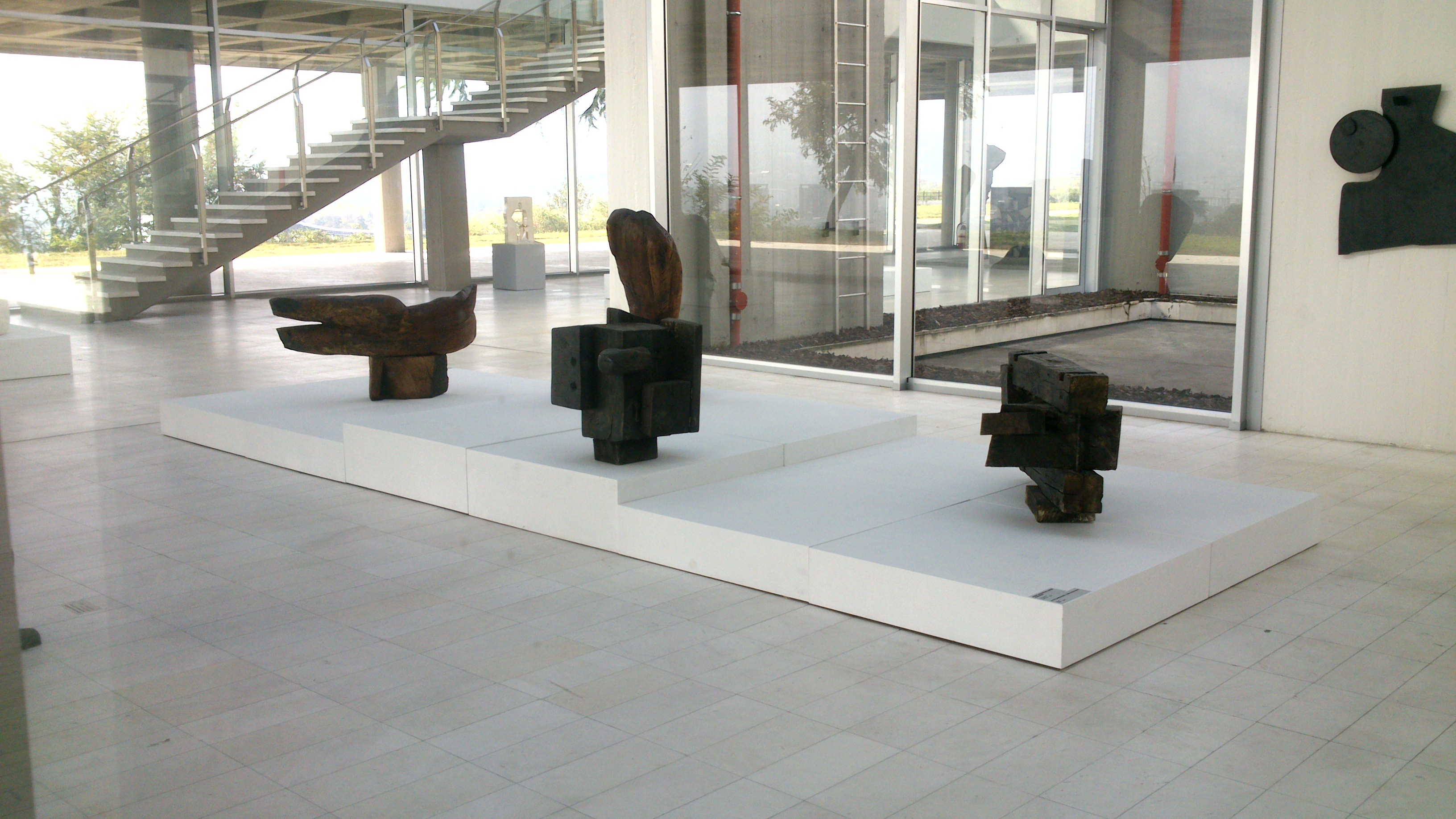
Espacio de exposición de esculturas del museo
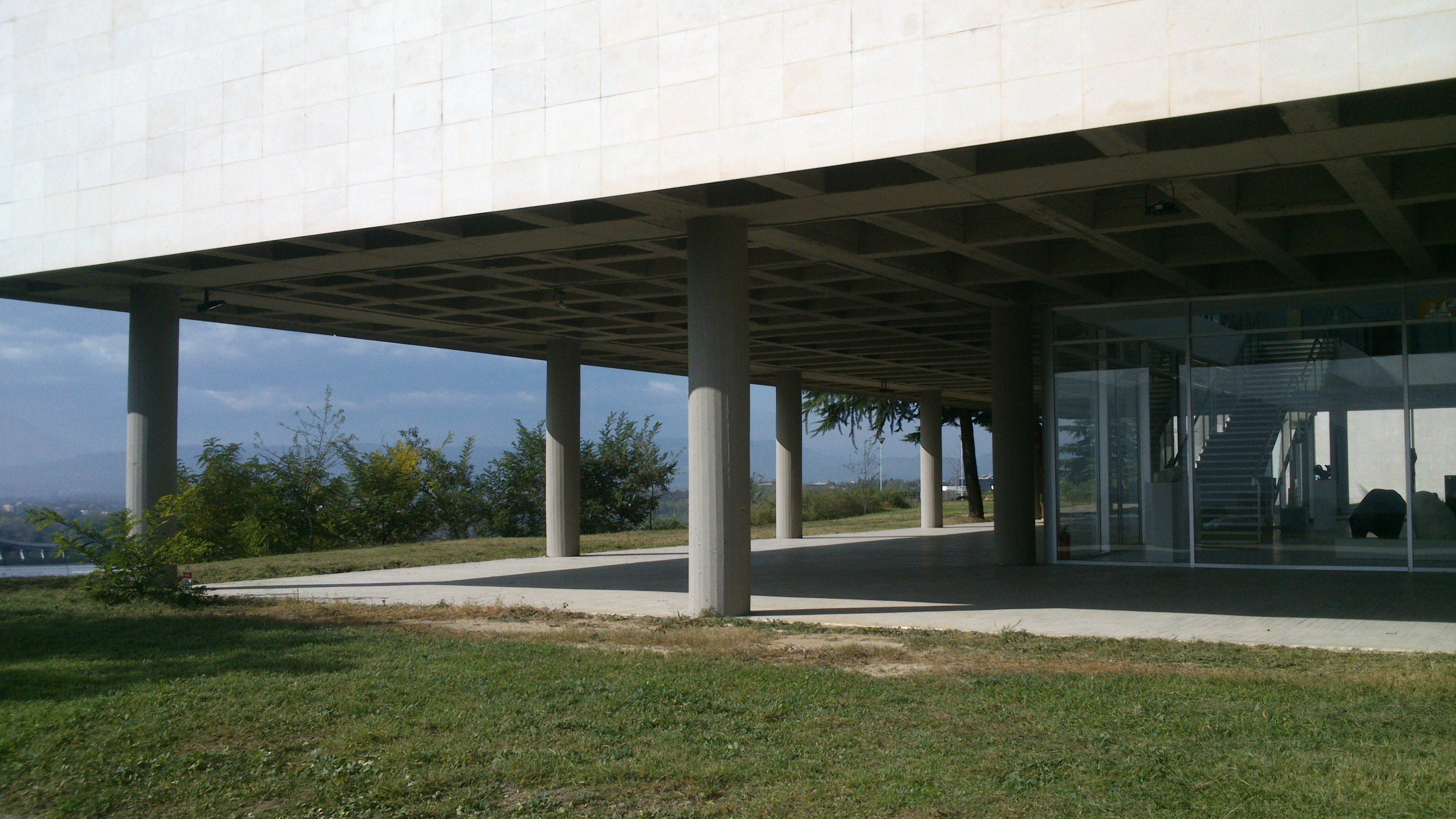
Entrada del museo
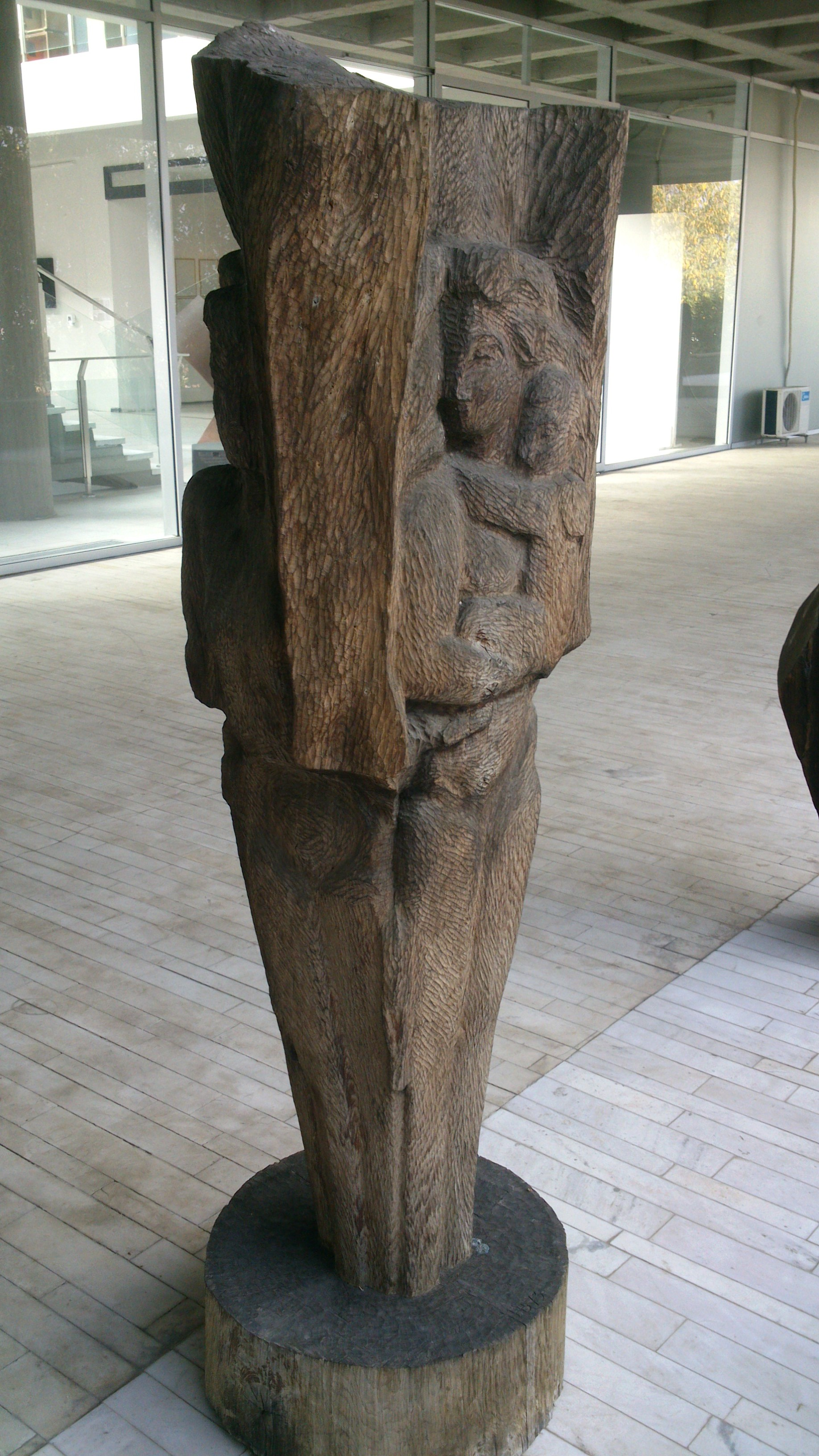
Una de las esculturas del museo